# Bjars Kilde
Bjars Kilde var en såkaldt helligkilde, der lå ved Bjarup Kirke nordøst for Mollerup i Linå Sogn. Den var beliggende ved det nordøstlige hjørne af kirkegårdsdiget. 
Helligkilderne opsøgtes for deres helbredende virkning. Mange kirker blev opført netop ved helligkilder, som var kendt og benyttet tilbage i før-kristen tid. Deres storhedstid var i middelalderen frem til reformationen i 1536.